# Gâșteni, Bacău
Gâșteni este un sat în comuna Răcăciuni din județul Bacău, Moldova, România.